# 피스코

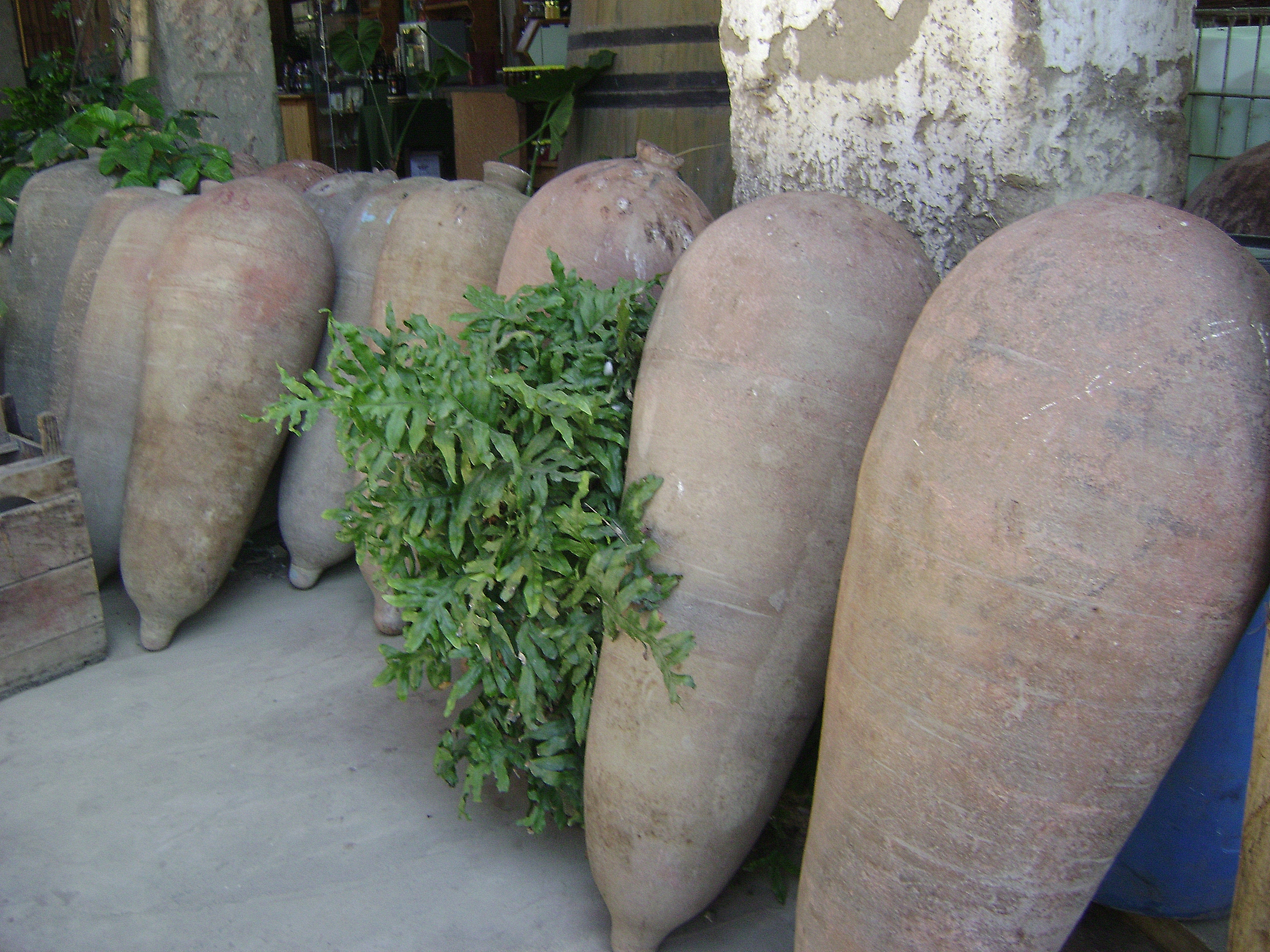
페루의 옛 암포라. 피스코(pisko)로도 부른다.

피스코(Pisco)는 페루와 칠레의 포도주 양조 지역에서 생산되는 무색 또는 황색에서 호박색의 주정이다. 발효된 포도 주스를 증류하여 높은 프루프 증류주로 만든 이 술은 16세기 스페인 정착민들이 스페인에서 수입하던 찌꺼기 브랜디인 오루조의 대안으로 개발되었다. 풍부한 국내산 과일을 원료로 생산하고, 멀리 떨어진 곳으로 운반되는 술의 양을 줄일 수 있는 장점이 있었다.

## 기원에 관한 논란
피스코가 칠레에서 시작되었는지 페루에서 시작되었는지에 대해 약간의 논란이 있었다. 두 나라 모두 피스코가 그들의 국민 음료라고 말한다. 페루와 칠레는 모두 수출을 위해 농업 개발에 의존하고 있다. 그러나 문화와 역사는 이 논쟁을 주도하는 것이다. 두 나라 모두 민족 정신을 보여주고 싶고 수백 년 된 피스코를 자신들의 것이라고 부를 권리가 있다. 피스코의 브랜딩과 관련하여 어느 지리에 속해야 하는지를 따지는 것은 불가능해 보인다. 음료 보호를 위한 특별 협정이 있기 때문에 "페루 피스코" 또는 "칠레 피스코"라는 라벨은 거의 없을 것이다. 이 계약은 국가 이름을 암시하는 많은 종류의 브랜딩을 금지한다.